# Geschiedenis van Alkmaar
De eerste bewoners van het gebied waar Alkmaar nu is, woonden op de geestgronden nabij de huidige Grote of Sint-Laurenskerk. Dit gebied lag toen nog te midden van moerassen en water. De huidige Langestraat was toen niet veel meer dan een pad door de moerassige gronden.

## Middeleeuwen
Alkmaar lag aan de oostzijde van Kennemerland en werd door de Rekere gescheiden van West-Friesland. De naam Alkmaar (Alcmaria) wordt al genoemd in een 10e-eeuwse aantekening over een schenking door Dirk I van Holland (graaf). In deze tijd viel Alkmaar onder de parochie Heiloo. In 1038 kreeg de nederzetting een eigen rechtsgebied. Alkmaar kreeg de stadsrechten op 11 juni 1254 van Willem II van Holland. De stad deed toen voornamelijk dienst als grensvesting en uitvalsbasis in de strijd tegen de West-Friezen.
In 1328 vond in Alkmaar een grote stadsbrand plaats.
In 1429 vond in Alkmaar het Bloedmirakel plaats, waarbij op wonderbaarlijke wijze bloedvlekken verschenen op een deel van een corporale.
In oktober 1469 vluchtte Eduard IV van Engeland met twee Hollandse schepen en circa 400 man vanwege de Rozenoorlog naar het Hollandse Alkmaar. Daar werd hij ontvangen door Lodewijk van Gruuthuizen en korte tijd later overgebracht naar Den Haag
In 1470 begon men met de bouw van de Grote of Sint-Laurenskerk. Dit is ook nu nog het grootste middeleeuwse kerkgebouw in de Alkmaarse binnenstad. De kerk werd waarschijnlijk ontworpen door de architect Antoon I Keldermans, maar ook zijn zoon Antoon II was betrokken, alsook zijn broer Mathijs als beeldhouwkunstenaar.
In 1492 vond de Opstand van het Kaas- en Broodvolk plaats in Alkmaar. Hiermee bedoelt men de opstandige boeren en stedelingen in Noord-Holland in 1491 en 1492. De boerenbevolking zat in grote economische moeilijkheden en kwam in opstand tegen de inning van het ruitergeld. In 1492 kregen de opstandelingen steun van de steden. Men trok Alkmaar binnen, en later ook Haarlem. Vervolgens werd opgetrokken naar Leiden, maar een keizerlijk leger onder de stadhouder Albrecht van Saksen hield hen tegen. Daarna werd de opstand vrij gemakkelijk neergeslagen. De stad Alkmaar werd veroordeeld tot het slechten van haar muren, een straf die haar in 1517 duur zou komen staan.

## 16e eeuw

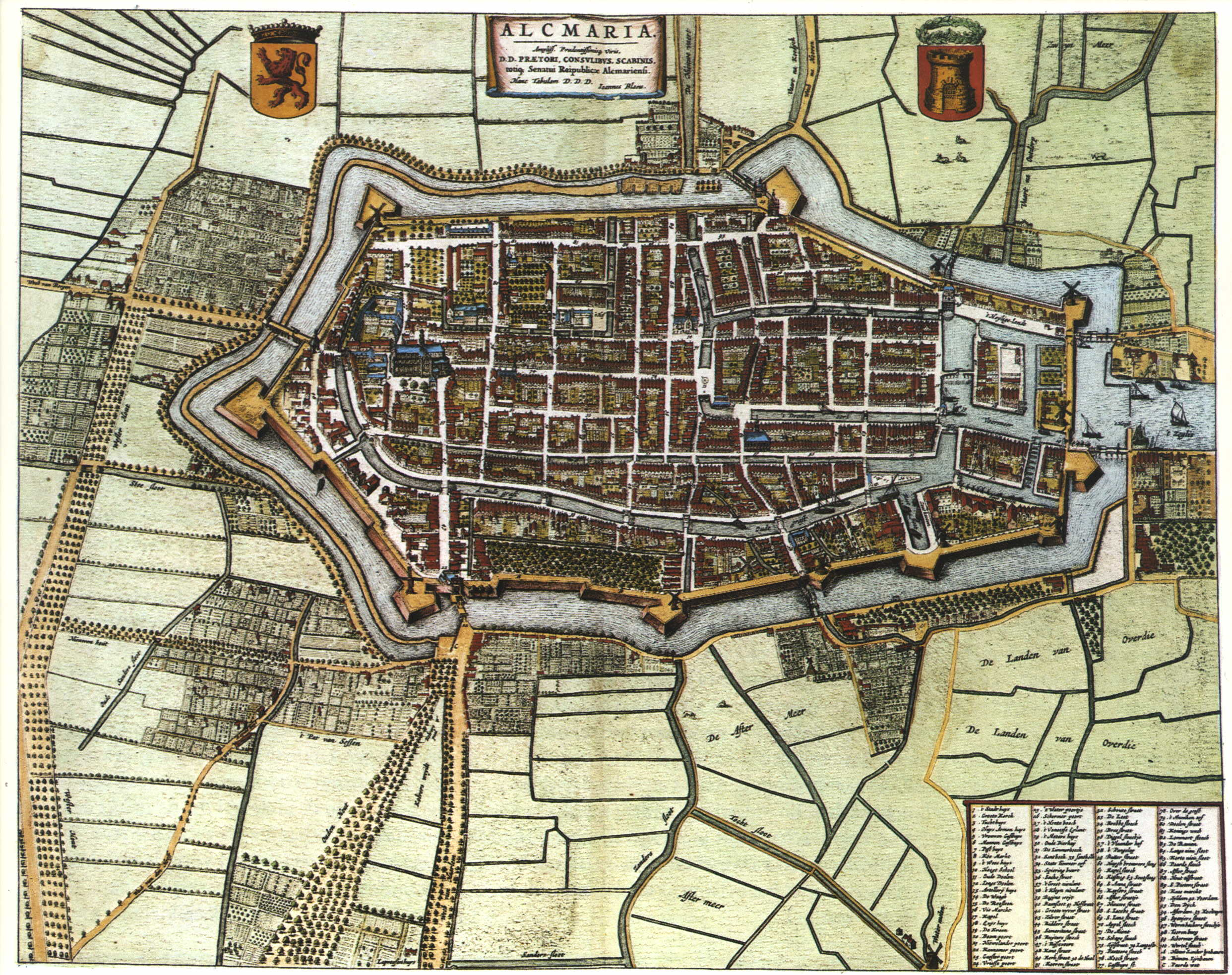
Kaart van Alkmaar in 1652, uit Blaeu's Toonneel der Steden.

Het begin van de bouw van het stadhuis vond in 1509 plaats, hoewel het gebouw pas in 1520 voltooid werd na veelvuldige verbouwingen en veranderingen in ontwerp.
1513 werd de latinist Johannes Murmellius op verzoek van het Alkmaarse schoolbestuur rector van de Alkmaarse School. Vele van zijn leerlingen volgden hem naar Alkmaar. De school trok leerlingen uit Holland, Utrecht, Friesland, Gelderland en zelfs Luik en Noord-Duitsland. Het aantal leerlingen verzesvoudigde naar 900 en dat op een inwonertal van 4000.
In 1517 kwam aan deze bloeiperiode een eind toen Alkmaar werd aangevallen door de Arumer Zwarte Hoop, die de stad, die onbeschermd was sinds ze in 1492 de muren had moeten neerhalen, plunderde. De Friezen brachten grote verwoestingen teweeg.
Tot aan de 16e eeuw lag Alkmaar in een merengebied; de nederzetting werd omgeven door het Egmonder meer en het Bergermeer aan de westzijde, het Achtermeer, Kooimeer en Rietmeer aan de zuidzijde en het Voormeer in het oosten. Er werd tol geheven en accijnzen ingevoerd voor de overslag van goederen. Alkmaar werd een handelscentrum voor de wijde omgeving. De stad groeide langzamerhand door de landwinning. Vanaf 1525 werd geld uitgetrokken voor het aanleggen van singels en stadsmuren. Zo kon Alkmaar beter beschermd worden tegen aanvallen en plunderingen.
In 1527 werd begonnen met het droogmaken van het Achtermeer, een klein meer bij Alkmaar. In 1533 werd het project voltooid. Volgens sommige bronnen is dit de oudste droogmakerij in Holland. 
In juni 1572 werd Alkmaar door de Geuzen onder Diederik Sonoy bezet. Daarbij werden de Alkmaarse franciscaner priesters en broeders opgepakt en in Enkhuizen op 25 juni 1572 omwille van hun trouw aan het katholieke geloof, na gruwelijke marteling, vermoord. De vermoorde geestelijken staan thans bekend als de martelaren van Alkmaar, hoewel ze niet als zodanig zijn erkend. Een maand later was de Alkmaarse burgemeester Jacob van Warendel aanwezig op de Eerste Vrije Statenvergadering te Dordrecht.
In 1573, begon men met een groot project. Onder leiding van de Alkmaarder Adriaen Anthonisz werden de vestingwerken gebouwd.
In datzelfde jaar werd Alkmaar belegerd door de Spanjaarden, die in Oudorp hun kamp hadden opgeslagen. De Alkmaarders hielden hen echter met kokend teer en brandende takkenbossen op afstand. Het keerpunt van de strijd tegen de Spanjaarden kwam toen Don Frederik, zoon van Alva, zich terugtrok na tevergeefs geprobeerd te hebben de stad in te nemen. Deze gebeurtenis, die leidde tot de bekende uitdrukking Bij Alkmaar begint de victorie, wordt nog elk jaar gevierd op 8 oktober tijdens Alkmaars Ontzet.

## 17e eeuw

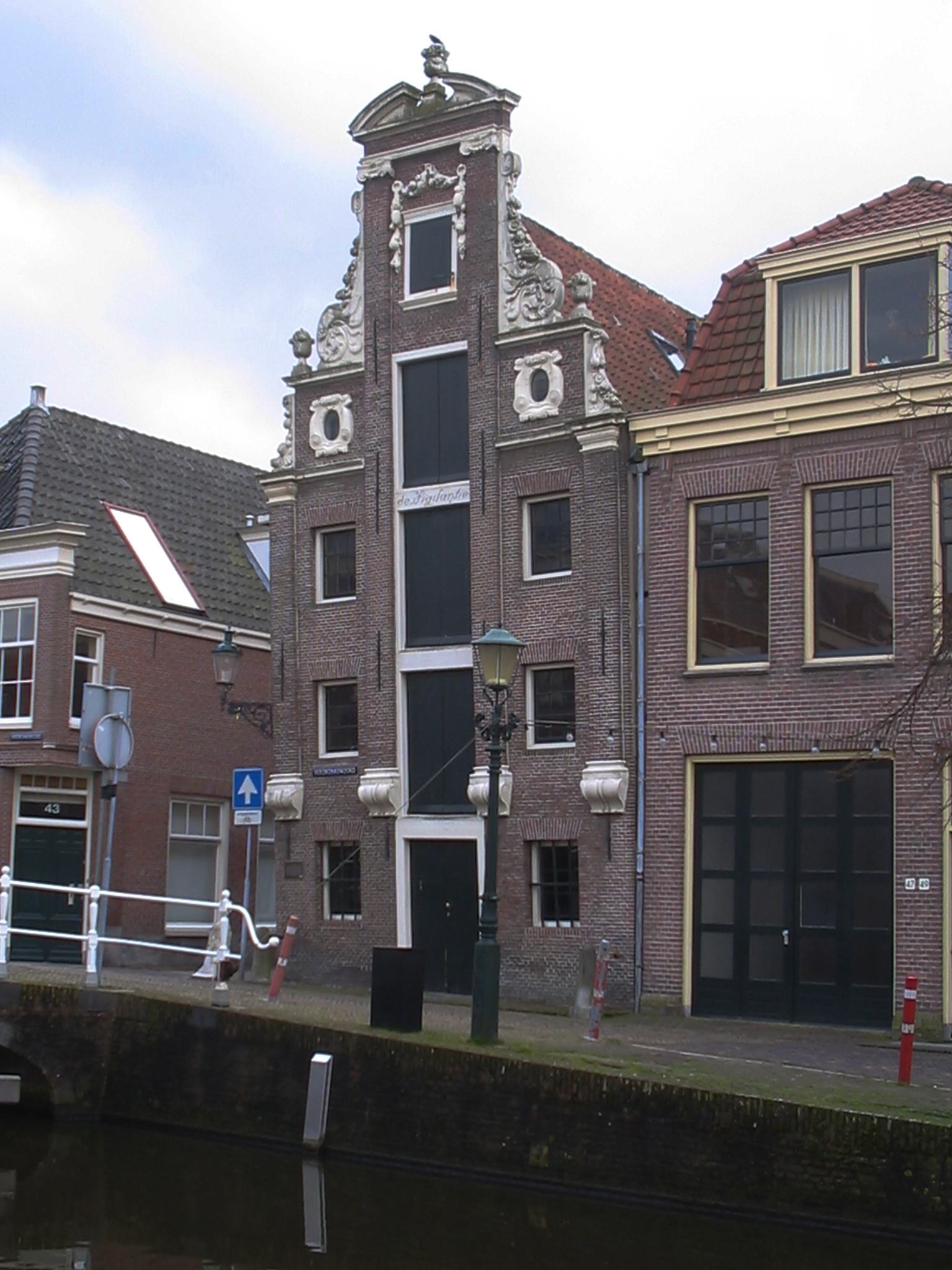
Pakhuis De Vigilantie

In de 17e eeuw ontwikkelde Alkmaar zich verder tot een centrum voor handel en verzorging. Van grote betekenis was onder andere de zoutwinning; aan het Voormeer en de rivier de Zeglis werden veel zoutziederijen in gebruik genomen. Ook brouwerijen schoten als paddenstoelen de grond uit. Schelpkalk werd geproduceerd in kalkovens, om vervolgens als metselspecie gebruikt te worden. Uit vlas werd touw gedraaid.
In 1609, tijdens het Twaalfjarig Bestand vond in Alkmaar de nieuwe vroedschapsbenoeming plaats. Er bleken merendeels contraremonstranten gekozen te zijn.
Daarbij waren oude regels geschonden en zo kreeg het in aanleg kerkelijke conflict met de Arminiaanse predikant Adolf Venator een
steeds scherpere, ook politieke dimensie. De stedelijke schutterij greep in en bezette het stadhuis op Oudejaarsdag. Zeven weken lang zouden de schutters het dagelijkse bestuur in handen hebben. Een commissie uit de Staten van Holland kwam naar Alkmaar en het gelukte om de schutterij te laten aftreden en een meer libertijnse vroedschap aan te stellen op 9 maart 1610. Op 11 oktober 1618 zou prins Maurits krachtdadig een omkering der zaken in Alkmaar bewerkstelligen. Hij benoemde 24 nieuwe leden. In 1619 werden ook alle officieren van de schutterij door contraremonstranten vervangen.
In 1622 werd de Accijnstoren aan de Bierkade gebouwd. Het gebouw diende als belastingskantoor. Accijnzen over ingevoerde goederen vormden destijds een belangrijke bron van inkomsten voor Alkmaar. De brug waar de toren aan staat was ooit een draaibrug, maar werd in 1903 vervangen door een ophaalbrug. Ook deze brug is later vervangen. In 1924 werd de Accijnstoren vier meter ‘verrold’ zodat de Bierkade verbreed kon worden.

## 18e eeuw
In 1760 verwoestte een hevige brand de 16e-eeuwse Kapelkerk. De eiken kap, het oude eiken tongewelf boven de brede hoofdbeuk en het koepeltorentje gingen verloren. Na de ramp werd er een nieuwe, grenen kap gebouwd. Het torentje werd vervangen door een exacte kopie van het origineel.
In 1799 vond de Engels-Russische inval plaats in Holland. Van 3 tot 8 oktober werd Alkmaar bezet door het Engelse leger. De vrijheidsboom voor het gemeentehuis, dat symbool stond voor de Bataafse Republiek, werd door de Engelsen omgehakt. Na 5 dagen bezetting moesten de Engelsen zich echter al terugtrekken. Dit alles leidde tot een vermelding op een steen op de Arc de Triomphe.

## 19e eeuw
Koning Willem I liet het Noordhollandsch Kanaal uitgraven, dat in 1824 geopend werd. Dit kanaal liep dwars door Alkmaar heen, omdat dit volgens het stadsbestuur de handel zou bevorderen. Daarvoor moest wel een deel van de stadswal worden opgeofferd. Het besluit had echter een averechts effect. Doordat reizigers en schippers makkelijker konden doorvaren, bleef niemand meer in Alkmaar overnachten en vielen de herbergen droog. 
In 1852 besloot de gemeente de straatverlichting van olie- en kaarslampen te vervangen door gaslicht. De concessie ging naar de Amsterdammers Ferrari, Zimmer en Holtz, die de Alkmaarsche Pijpgas Compagnie stichtten en een gasfabriek bouwden  op de Paardenmarkt. Deze begon in maart 1854 met de levering van stadsgas. Ook de burgerij ging steeds meer lichtgas afnemen. Om dat te stimuleren, nam de gemeente de fabriek in 1882 over en verlaagde de tarieven.
In 1865 en 1867 werd de infrastructuur verbeterd door de opening van de spoorlijnen tussen respectievelijk Alkmaar-Den Helder en Alkmaar-Uitgeest-Haarlem.